# 自由思想
自由思想（英語：Freethought）
是一种知識論观点，认为事實应当由逻辑、推理和经验来作为基础，而非因权威、传统教条或是啟示而形成。根據牛津英語詞典，一個自由思想者是一個人形成自己的想法和意見時，非來自於接受其他人的想法和意見，或是宗教教導。尤其在當代的思想，自由思想與強烈地反對傳統社會或傳統信仰系統有很大關聯。对自由思想的应用“自由思考”，实践者称为“自由思想者”。現代的自由思想者認為，自由思想是來自社會負面和虛幻的想法而生的自然的思想自由。
自由思想這個名詞來自於17世紀，為了顯示一些詢問傳統宗教信仰最基本義理的人。事實上，自由思想與世俗主義、無神論、不可知論、反教權主義、宗教批判較相近。